# Luckow

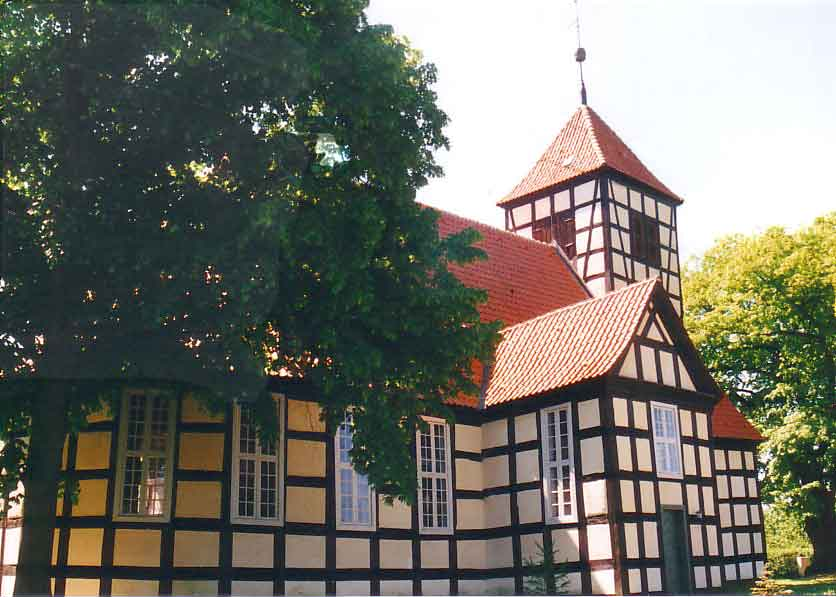
Fachwerkkirche Luckow

Luckow ist eine Gemeinde im Landkreis Vorpommern-Greifswald im äußersten Osten Mecklenburg-Vorpommerns. Die Gemeinde wird vom Amt Am Stettiner Haff mit Sitz in Eggesin verwaltet.

## Geografie
Die Gemeinde Luckow an der Land- und Seegrenze zur Republik Polen ist nur vier Kilometer vom Stettiner Haff und vier Kilometer vom Neuwarper See entfernt. Sie liegt im Norden der Ueckermünder Heide in flachwelligem Gelände nur wenige Meter ü. NN. Der Ortsteil Rieth ist der nördlichste deutsche Grenzort zur Republik Polen auf dem Festland.
Umgeben wird Luckow von den Nachbargemeinden Vogelsang-Warsin im Nordwesten und Norden, Nowe Warpno im Osten, Hintersee im Südosten, Ahlbeck im Süden sowie Eggesin im Südwesten.
Das Naturschutzgebiet Neuwarper Seeufer / Insel Riether Werder befindet sich im Gemeindegebiet.

### Ortsteile
- Luckow
- Christiansberg
- Fraudenhorst
- Rieth
- Riether Stiege
- Insel Riether Werder im Neuwarper See

## Geschichte

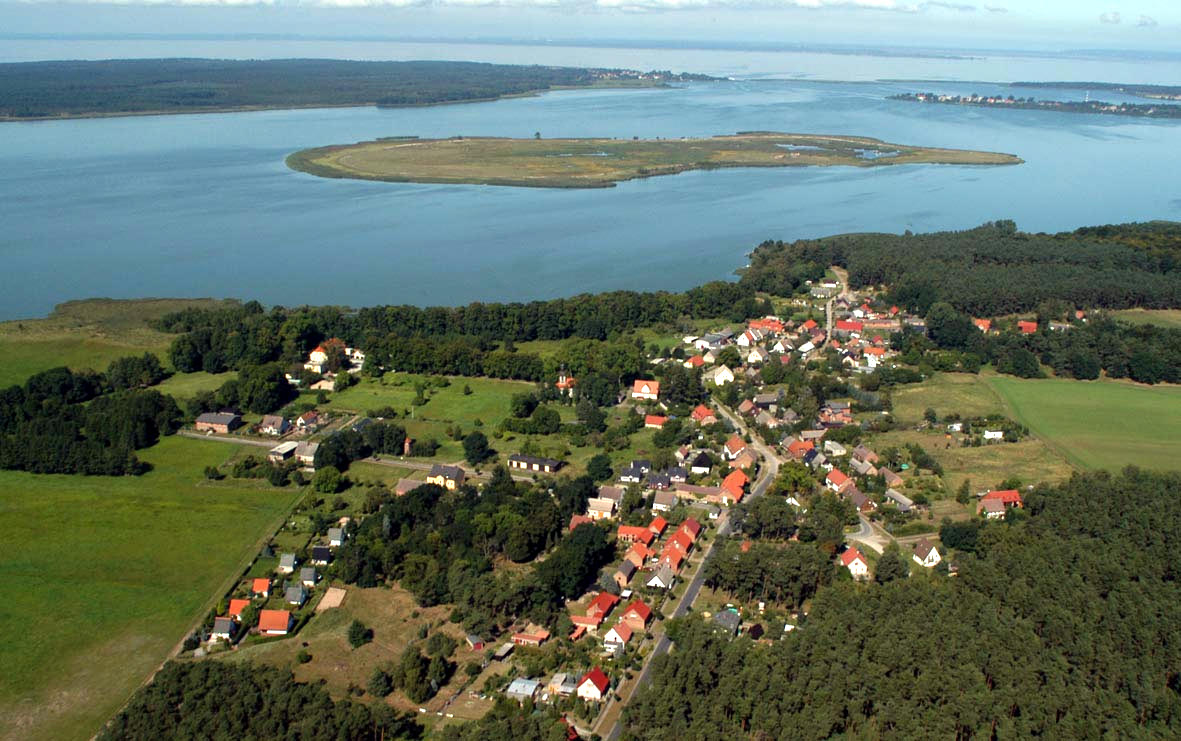
Luftbild, Blickrichtung Norden; Vordergrund: Rieth, Bildmitte: Insel Riether Werder im Neuwarper See, Hintergrund: links Altwarp, rechts Neuwarp

Das Südufer und das Hinterland des Stettiner Haffs waren schon vor tausenden Jahren besiedelt, wovon Speerspitzen- und Faustkeilfunde zeugen.
Das Gebiet gehörte zum Herzogtum Pommern, zu Schweden (1648–1721), Preußen ab 1815 als Provinz Pommern (1815–1945) und zum Bezirk Neubrandenburg (1952–1990), Kreis Ueckermünde.
Christiansberg wurde 1822 angelegt und mit Tagelöhnern besiedelt. Der ab 1982 privat angelegte Botanische Garten umfasst eine Pflanzensammlung aus allen Teilen der Welt. Neben den Laub- und Nadelgehölzen und Magnolien gibt es mehr als 300 Rhododendronpflanzen, ein Staudenareal, einen Heidegarten und einen Steingarten.
Fraudenhorst: In der Nähe von Fraudenhorst steht einer der ältesten Gruppen von Eiben in Deutschland. Die Bäume sind zwischen 500 und 800 Jahre alt.
Luckow:
Luckow  war eine slawische Anlage, 1260 wurde der Ort als Luckowe (zu deutsch: Wiesengrund) erstmals in einer Übergabeurkunde erwähnt. Die Fachwerkkirche in Luckow wurde 1726 errichtet. Luckow war bis 1782 im Besitz der Familie von Bröcker und Muckerwitz.
Mönkeberg wurde – wie der Name es andeutet – von Ueckermünder Mönchen 1290 gegründet.
Rieth wurde 1252 erstmals urkundlich erwähnt. Das Gut war von 1317 bis 1648 und wieder ab 1690 bis ins 18. Jahrhundert im Besitz der Familie (von) Bröker. Die  Kirche wurde nach 1648 errichtet. Das Gutshaus, erbaut für die Familie von Bülow, stammt von 1841. Bis zum 31. Dezember 1997 war der Ort eine selbständige Gemeinde.

## Einwohnerentwicklung
| Jahr      | 2013 | 2014 | 2015 | 2016 | 2017 | 2018 | 2019 | 2020 | 2021 | 2022 | 2023 |
| --------- | ---- | ---- | ---- | ---- | ---- | ---- | ---- | ---- | ---- | ---- | ---- |
| Einwohner | 605  | 598  | 589  | 591  | 576  | 572  | 565  | 572  | 565  | 561  | 561  |

## Politik

### Gemeindevertretung und Bürgermeister
Der Gemeinderat besteht (inkl. Bürgermeister) aus 8 Mitgliedern. Die Wahl zum Gemeinderat am 26. Mai 2019 hatte folgende Ergebnisse:
| Partei/Bewerber           | Prozent |
| ------------------------- | ------- |
| Einzelbewerber Behrendt   | 21,57   |
| Einzelbewerber Kliewe     | 17,03   |
| Wählergruppe Rieth        | 16,12   |
| Einzelbewerberin Krüger   | 15,55   |
| Einzelbewerberin Tillaire | 12,83   |
| Einzelbewerberin Banse    | 11,80   |
| Einzelbewerberin Bockhorn | 5,11    |

Jeder der Einzelbewerber bekam einen Sitz im Gemeinderat. Bürgermeister der Gemeinde ist Fabian Schöne, er wurde mit 87,17 % der Stimmen gewählt.

### Dienstsiegel
Die Gemeinde verfügt über kein amtlich genehmigtes Hoheitszeichen, weder Wappen noch Flagge. Als Dienstsiegel wird das kleine Landessiegel mit dem Wappenbild des Landesteils Vorpommern geführt. Es zeigt einen aufgerichteten Greifen mit aufgeworfenem Schweif und der Umschrift „GEMEINDE LUCKOW * LANDKREIS VORPOMMERN-GREIFSWALD“.

## Sehenswürdigkeiten
- Botanischer Garten in Christiansberg
- Eibengruppe in Fraudenhorst

Botanischer Garten
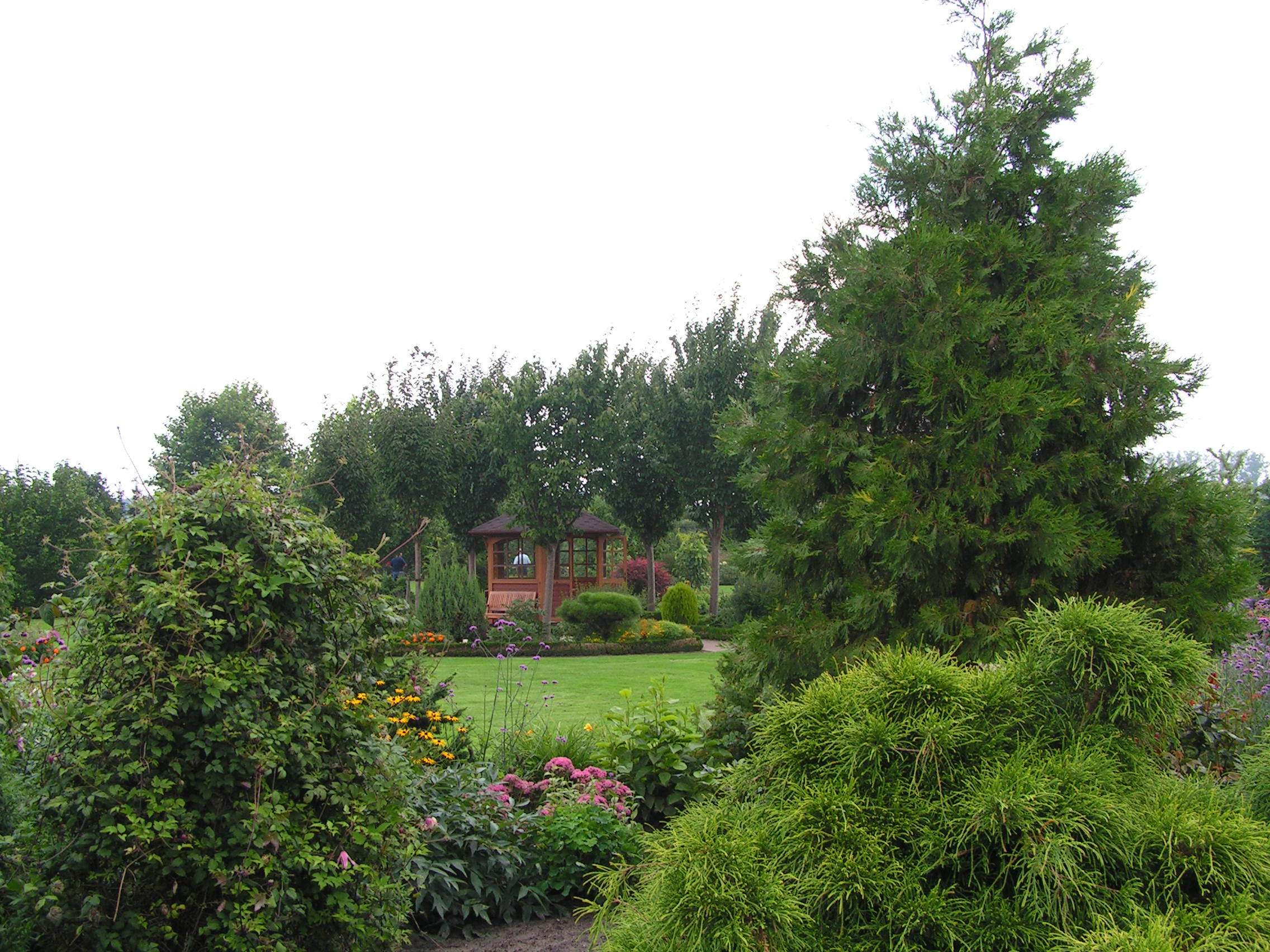
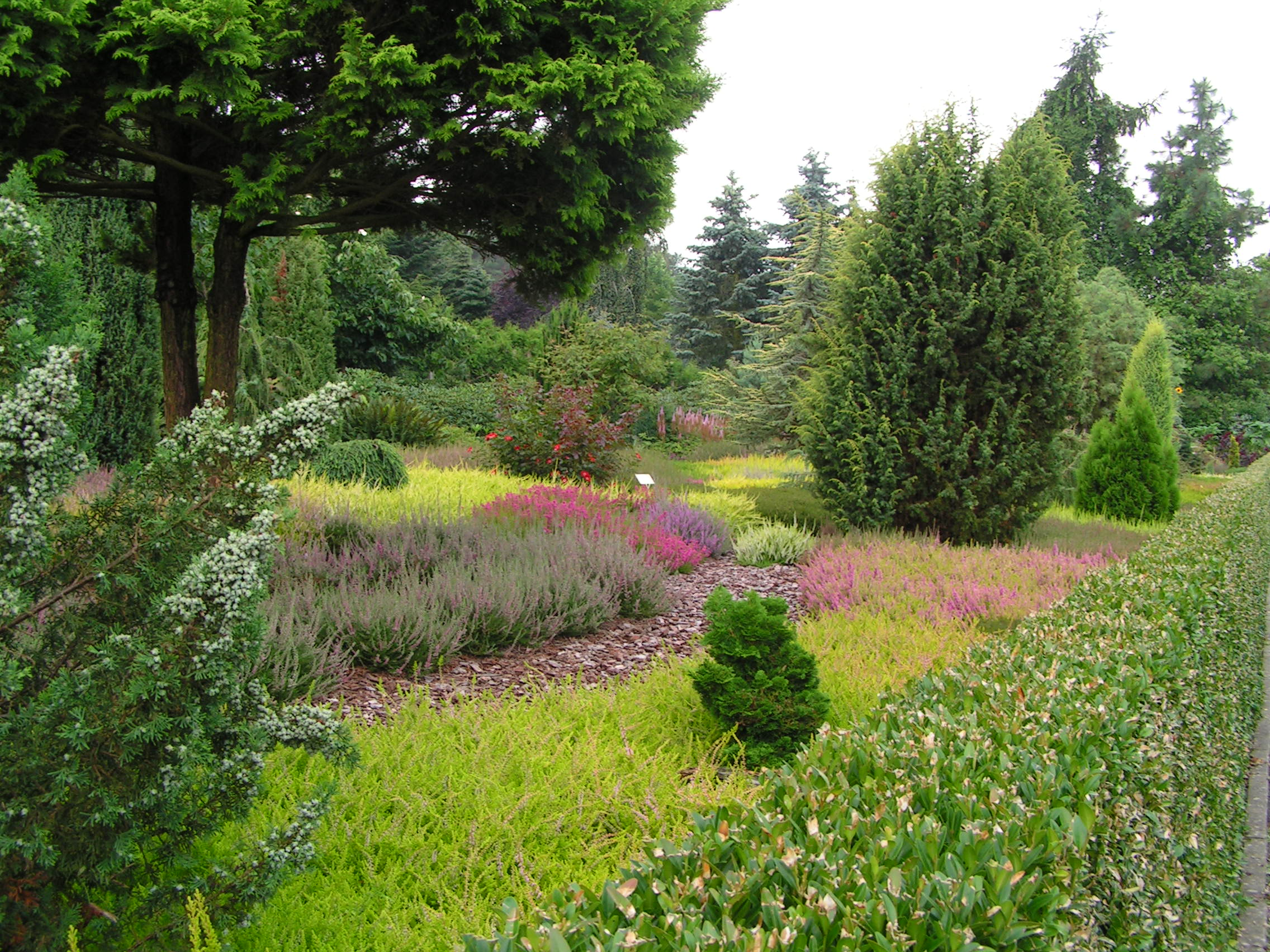
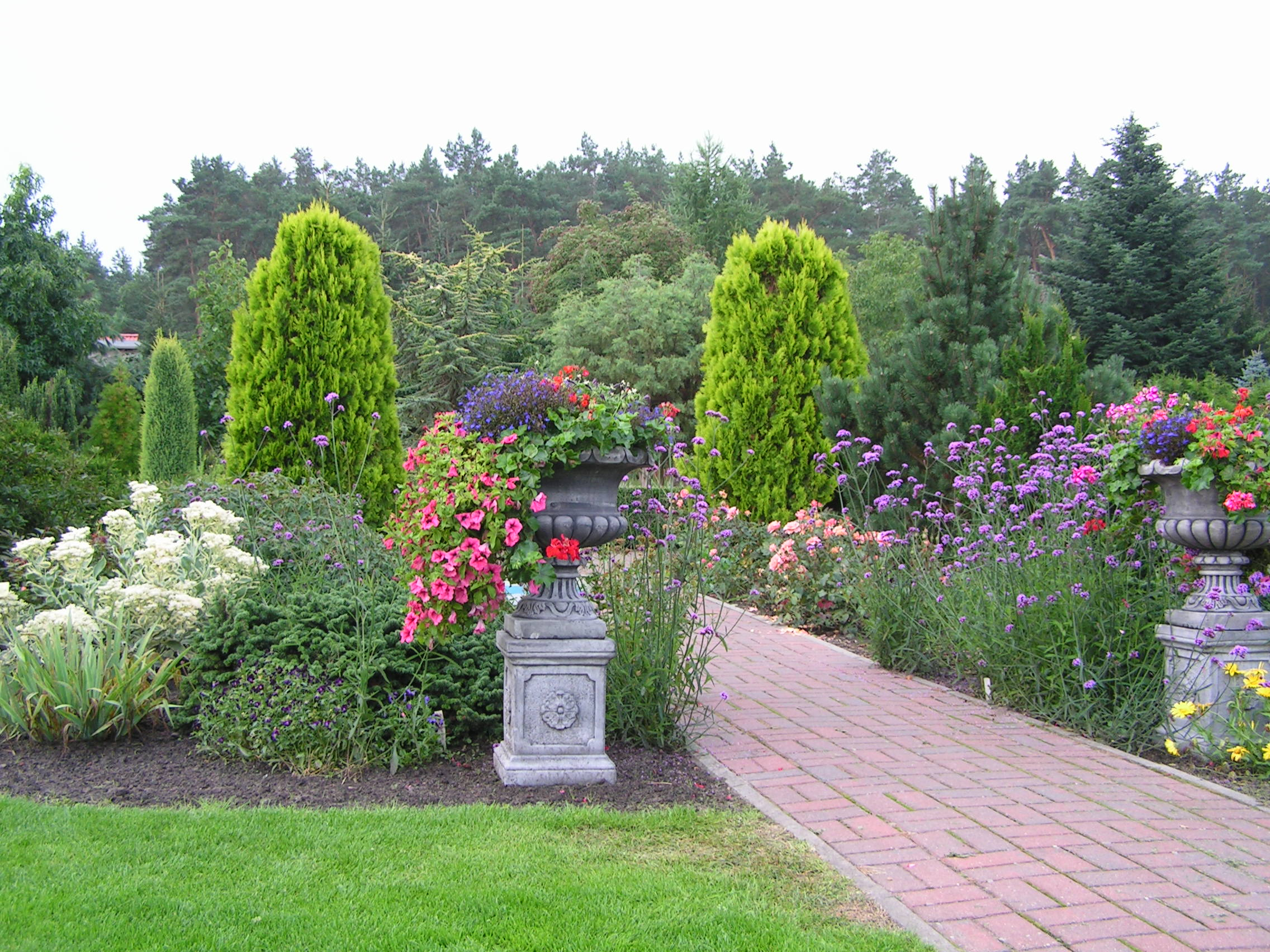

## Verkehrsanbindung
Von der Bundesstraße 109 erreicht man Luckow über Torgelow oder Ueckermünde. Weitere Landstraßen führen von Luckow nach Altwarp am Stettiner Haff sowie nach Süden in die ca. 30 Kilometer entfernte Gemeinde Löcknitz an der Bundesstraße 104. Im neun Kilometer entfernten Ueckermünde besteht Bahnanschluss.